# Gobierno de la provincia de Santa Fe
El gobierno de la provincia de Santa Fe es el poder ejecutivo. El gobernador de la provincia de Santa Fe se elige cada cuatro años en comicios libres, secretos y obligatorios, sin reelección inmediata durante un periodo de 4 años.

## Historia
A pesar de dos hitos que son la creación del Virreinato del Río de la Plata en 1776 y, posteriormente, la Revolución de Mayo en 1810, la provincia de Santa Fe continuó dependiendo de Buenos Aires por el Régimen de las Gobernaciones hasta el año 1815, cuando finalmente la provincia designó a su propio gobernador, Francisco Candioti, luego de una larga lucha para lograr su autonomía.
En 1819, Estanislao López otorgó la primera constitución de la provincia que fue, además, la primera provincia argentina que contó con constitución propia.
Más tarde, Santa Fe fue invadida por el Ejército Grande de Justo José de Urquiza en 1851 y dos años después, durante el mandato de Juan Pablo López, se adoptó una nueva Constitución Nacional.
Luego de la Organización Nacional, la Provincia de Santa Fe vivió un período de armonía, sólo alterada por fuertes contiendas electorales entre las dos corrientes políticas: la federal seguidora de Urquiza y la nacional o liberal seguidora de Mitre.
A partir de la sanción de una Ley en el año 1883, se amplió a 9 el número de departamentos de la Provincia y siete años más tarde se multiplicó este número a 18. Hoy, Santa Fe cuenta con una división de 19 departamentos.
Otras leyes sancionadas fijaron los límites interprovinciales que delimitaron completamente las fronteras y permitieron extender el territorio de Santa Fe, tal como lo conocemos la actualidad.

## División de poderes
Tal como dicta su constitución, y siguiendo los lineamientos de la nación, la provincia de Santa Fe se divide en tres poderes; Poder Ejecutivo, Poder Legislativo y Poder Judicial.

### Poder Ejecutivo
El Poder Ejecutivo es ejercido por un ciudadano con el título de "gobernador de la Provincia" y, en su defecto, por un vicegobernador, elegido al mismo tiempo, en igual forma y por idéntico período que el gobernador.
Para ser elegido gobernador o vicegobernador se requiere ser ciudadano argentino nativo o hijo de ciudadano nativo si hubiere nacido en país extranjero y tener, por lo menos, treinta años de edad y dos años de residencia inmediata en la Provincia sino hubiere nacido en ésta.
El gobernador y vicegobernador duran cuatro años en el ejercicio de sus funciones, sin que evento alguno autorice prórroga de ese término, y no son elegibles para el mismo cargo o para el otro sino con intervalo, al menos, de un período.
El gobernador de la provincia, en su autoridad de jefe superior de la Administración Pública, representa a la Provincia en sus relaciones con la Nación y con las demás provincias, nombra y remueve a los ministros, funcionarios y empleados de la Provincia, con arreglo a la Constitución y a las leyes, entre demás atribuciones.
Por su parte, el vicegobernador preside la legislatura provincial y reemplaza al gobernador en caso de acefalía.

### Poder Legislativo
El Poder Legislativo de la Provincia es ejercido por la Legislatura, compuesta de dos Cámaras: la Cámara de Senadores y la Cámara de Diputados.
La Cámara de Senadores se compone de un senador por cada departamento de la Provincia, elegido directamente por el pueblo, a simple pluralidad de sufragios.
La Cámara de Diputados se compone de 50 miembros elegidos directamente por el pueblo, correspondiendo 28 al partido que obtenga mayor número de votos y 22 a los demás partidos, en proporción de los sufragios logrados.
Los diputados y senadores permanecen cuatro años en el ejercicio de sus funciones y pueden ser reelegidos. Su mandato comienza y termina simultáneamente con el del gobernador y el vicegobernador.

### Poder Judicial
El Poder Judicial de la Provincia es ejercido, exclusivamente, por una Corte Suprema de Justicia, cámaras de apelación, jueces de primera instancia y demás tribunales y jueces que establezca la ley.
La Corte Suprema de Justicia se compone de cinco ministros como mínimo y de un procurador general. Las cámaras de apelación se integran con no menos de tres vocales y, en su caso, pueden ser divididas en salas. .

## División Política
La provincia de Santa Fe se divide en 19 departamentos, que a su vez se dividen en municipios y comunas.

## Constitución de la Provincia de Santa Fe
Con la aprobación, el 1 de mayo de 1853, de la Constitución Argentina, cada provincia tuvo que dejar sus constituciones atrás y dictar una nueva constitución conforme a la nacional. La Sala Constituyente de la Provincia dictaminó el 25 de mayo de 1856 la Constitución provincial. Fue remitida al Congreso Federal, quien la aprobó con ligeras aceptaciones en agosto del mismo año, haciendo lo mismo la Asamblea Constituyente de Santa Fe el 22 del mismo mes. El 24 de agosto de 1856 fue jurada por López y todos los habitantes de los cuatro departamentos de Santa Fe.
La Constitución provincial vigente se remonta a 1962  y su preámbulo dice lo siguiente:

Nos, los representantes del pueblo de la Provincia de Santa Fe, reunidos en Convención Constituyente con el objeto de organizar los poderes públicos y consolidar las instituciones democráticas y republicanas para asegurar los derechos fundamentales del hombre; mantener la paz interna; afianzar la justicia; estimular y dignificar el trabajo; proveer a la educación y la cultura; fomentar la cooperación y solidaridad sociales; promover el bienestar general; impulsar el desarrollo económico bajo el signo de la justicia social; afirmar la vigencia del federalismo y del régimen municipal; y garantir en todo tiempo los beneficios de la libertad para todos los habitantes de la Provincia, invocando la protección de Dios, fuente de toda razón y justicia, sancionamos esta Constitución.
 Preámbulo de la Constitución de la Provincia de Santa Fe .

## Símbolos

### Escudo
En 1813 (antes de designar su propio gobernador) comenzó a usar el Escudo Nacional en que se había transformado el sello que se diera la Soberana Asamblea General Constituyente. 
Desde 1816 el gobernador Mariano Vera empleó un sello del que se deriva el actual escudo de la provincia. Era de campo oval que contenía dos flechas en sotuer e invertidas entrelazadas con una lanza con la punta hacia el jefe.
Después de 1820, en épocas del Brigadier General Estanislao López, se usó un sello en el que a los símbolos mencionados se le agregan cuatro estrellas en alusión a los departamentos santafesinos que enviaron diputados a la Legislatura provincial (La Capital, San José, San Jerónimo y Rosario).
Luego de la Batalla de Pavón (17 de septiembre de 1861) los gobernadores Patricio Cullen y Nicasio Oroño utilizaron el Escudo Nacional al que agregaron al pie la leyenda "Provincia de Santa Fe".
A partir de 1868 se fue paulatinamente, se regresó al uso del escudo de las flechas y la lanza acompañadas de estrellas que era reconocido por tradición como el propio de la provincia. Finalmente en 1894 se dispuso por ley provincial las características del escudo: 

### Bandera
La actual bandera de la provincia argentina de Santa Fe fue adoptada como tal en 1986 luego del abandono de su uso en 1880. La provincia tuvo 6 banderas oficiales antes de la actual.

## Autoridades actuales

### Gobernador
- Maximiliano Pullaro

### Vicegobernadora
- Gisela Scaglia

| Ministerios del Gobierno de Maximiliano Pullaro  | Ministerios del Gobierno de Maximiliano Pullaro | Ministerios del Gobierno de Maximiliano Pullaro |
| Cartera                                          | Titular                                         | Período                                         |
| ------------------------------------------------ | ----------------------------------------------- | ----------------------------------------------- |
| Ministerio de Economía                           | Pablo Olivares                                  | 10 de diciembre de 2023 - en el cargo           |
| Ministerio de Educación                          | José Goity                                      | 10 de diciembre de 2023 - en el cargo           |
| Ministerio de Gobierno e Innovación Pública      | Fabián Bastía                                   | 10 de diciembre de 2023 - en el cargo           |
| Ministerio de Justicia y Seguridad               | Pablo Cococcioni                                | 10 de diciembre de 2023 - en el cargo           |
| Ministerio de Obras Públicas                     | Lisandro Enrico                                 | 10 de diciembre de 2023 - en el cargo           |
| Ministerio de Salud                              | Silvia Ciancio                                  | 10 de diciembre de 2023 - en el cargo           |
| Ministerio de Desarrollo Productivo              | Gustavo Puccini                                 | 10 de diciembre de 2023 - en el cargo           |
| Ministerio de Igualdad y Desarrollo Humano       | María Victoria Tejeda                           | 10 de diciembre de 2023 - en el cargo           |
| Ministerio de Trabajo, Empleo y Seguridad Social | Roald Báscolo                                   | 10 de diciembre de 2023 - en el cargo           |
| Ministerio de Ambiente y Cambio Climático        | Enrique Eloy Estévez                            | 10 de diciembre de 2023 - en el cargo           |
| Ministerio de Cultura                            | Susana Estela Rueda                             | 10 de diciembre de 2023 - en el cargo           |